# A Question of Identity (film 1913)
A Question of Identity è un cortometraggio muto del 1913 diretto da Warwick Buckland.

## Trama
Suo padre vorrebbe farla sposare con un uomo che lei non vuole: per ostacolare il progetto del genitore, una ragazza sostituisce la propria foto da mandare al pretendente con quella della cuoca.

## Produzione
Il film fu prodotto dalla Hepworth.

## Distribuzione
Distribuito dalla Hepworth, il film - un cortometraggio di 351 metri - uscì nelle sale cinematografiche britanniche nel dicembre 1913.
Si conoscono pochi dati del film che, prodotto dalla Hepworth, fu distrutto nel 1924 dallo stesso produttore, Cecil M. Hepworth. Fallito, in gravissime difficoltà finanziarie, il produttore pensò in questo modo di poter almeno recuperare il nitrato d'argento della pellicola.